# Megachile tessmanni
Megachile tessmanni är en biart som beskrevs av Pasteels 1965. Megachile tessmanni ingår i släktet tapetserarbin, och familjen buksamlarbin. Inga underarter finns listade i Catalogue of Life.